# 多马前福音
多马前福音是一部关于耶稣童年时期的新约外典，约创作于2世纪中晚期，现存最古老的手稿产生于4世纪至5世纪。学界通常认为该作品有诺斯替主义背景。